# Гретель і Гензель (фільм)
Гретель і Гензель (англ. Gretel & Hansel) — американський темно-фентезійний фільм жахів 2020 року, заснований на однойменній німецькій фольклорній казці братів Грімм. Режисер фільму — Оз Перкінс, продюсер — Фред Бергер, Браян Кавано-Джонс і Ден Каган, сценарій — Перкінса та Роба Гейса. Софія Лілліс і Сем Лікі зображають головних героїв поряд із Чарльзом Бабалолою, Джессікою Де Гоу та Алісою Кріге. У фільмі Гретель і Гензель заходять у темний ліс, щоб знайти роботу та їжу, щоб допомогти бідним батькам. Вони натрапляють на будинок Відьми.
У жовтні 2018 року було оголошено, що Лілліс зіграє в екранізації німецької казки «Гензель та Гретель» братів Грімм, а Перкінс став режисером фільму за власним сценарієм, написаним у співавторстві з Гейсом. Кастинг тривав з листопада 2018 року по квітень 2019 року. Зйомки фільму розпочалися у листопаді 2018 року та закінчилися у Дубліні, Ірландія.
Прем'єра фільму у США — 31 січня 2020 року за сприяння компанії Orion Pictures через United Artists Releasing.

## У ролях
| Актор           | Роль                  |
| --------------- | --------------------- |
| Софія Лілліс    | Гретель               |
| Сем Лікі        | Гензель               |
| Аліса Кріге     | Голда / Відьма        |
| Чарльз Бабалола | мисливець             |
| Джессіка Де Гоу | молода Голда / Відьма |

## Виробництво
У жовтні 2018 року «Голлівуд репортер» оголосив, що компанія Orion Pictures почала розробку кіноекранізації за мотивами німецької казки «Гензель і Гретель», режисер Оз Перкінс, сценарій Перкінса та Роба Гейса, Софія Лілліс отримала головну роль. Продюсери фільмів «Сіністер» Браян Кавано-Джонс та «Демон всередині» Фред Бергер, партнери Automatik Entertainment, були оголошені продюсерами, а Сандра Йі Лінг і Макдара Келлегер — виконавчими продюсерами.
У листопаді 2018 року Чарльз Бабалола отримав роль нового персонажа, Мисливця, який допомагає Гретель і Гензель повернутися додому. У квітні 2019 року до акторського складу приєдналися Аліса Кріге, Джессіка Де Гоу та Сем Лікі, для Лікі — це акторський дебют.
Перкінс пояснив в інтерв'ю, що назва була змінена через те, що ця версія сфокусована на Гретель:
|  | Це жахливо схоже на оригінальну історію. Насправді в ній всього три головних героя: Гензель, Гретель і Відьма. Ми спробували знайти спосіб, щоб зробити його більш схожим на історію дорослішання. Я хотів, щоб Гретель була трохи старшою за Гензеля, щоб вони не відчувала себе двома дванадцятирічними — скоріше шістнадцятирічною та восьмирічним. Там було більше схоже на те, що Гретель повинна брати з собою Гензеля всюди, куди б вона не пішла, і як це може перешкоджати чиїмось змінам, як наші відданість і речі, які ми любимо, іноді можуть заважати нашому зростанню. |

Основні зйомки розпочалася 9 листопада 2018 року в Дубліні, Ірландія, завершилися в грудні 2018 року. Додаткові зйомки та перезйомки розпочалися в січні 2019 року в Ленглі, Британська Колумбія, Канада.